# Ischaemum decumbens
Ischaemum decumbens är en gräsart som beskrevs av George Bentham. Ischaemum decumbens ingår i släktet Ischaemum och familjen gräs. Inga underarter finns listade i Catalogue of Life.